# Culcasia glandulosa
Culcasia glandulosa là một loài thực vật có hoa trong họ Ráy (Araceae). Loài này được Hepper mô tả khoa học đầu tiên năm 1967.